# Сафок
Сафок (енгл. Suffolk) је грофовија у југоисточној Енглеској. Граничи се са грофовијама: Норфок, Кембриџшир и Есекс. На истоку излази на Северно море. Главни и највећи град је Ипсвич.
Грофовија је вемоа ниска и равна. Површине се интензивно користе за пољопривреду. На северу су мочваре. Подручје уз обалу мора је заштићено као парк природе.

## Администрација
Сафок је подељен на седам области: Ипсвич, Сафок Коустал, Вејвни, Мид Сафок, Бејбер, Сент Едмундсбери, Форест Хит.